# همریک
همریک (به هلندی: Hemrik) یک منطقهٔ مسکونی در هلند است که در اپسترلاند واقع شده‌است. همریک ۷۷۰ نفر جمعیت دارد.